# Station Langenhagen-Kaltenweide
Station Langenhagen-Kaltenweide (Haltepunkt Langenhagen-Kaltenweide) is een spoorwegstation in de Duitse plaats Kaltenweide, in de deelstaat Nedersaksen. Het station ligt aan de spoorlijn Hannover - Bremervörde.

## Indeling
Het station heeft twee zijperrons, het westelijke perron heeft deels een overkapping en het oostelijke perron een abri. De perrons zijn verbonden via een fiets- en voetgangerstunnel, die aan beide zijde uitkomen op een stationsplein. Op gelijke hoogte sluit op het westelijke perron een bushalte aan. Tevens bevindt zich aan deze zijde fietsenstallingen en een parkeerterrein.

## Verbindingen
Het station is onderdeel van de S-Bahn van Hannover, die wordt geëxploiteerd door DB Regio Nord. De volgende treinserie doet het station Langenhagen-Kaltenweide aan:
| Serie | Treinsoort             | Route | Bijzonderheden                                |
| ----- | ---------------------- | --- | --------------------------------------------- |
| S4    | S-Bahn (DB Regio Nord) | Bennemühlen – Langenhagen-Kaltenweide – Hannover Hbf – Hannover Bismarckstraße – Hannover Messe/Laatzen – Hildesheim Hbf | Bennemühlen - Hannover Hbf 2x per uur (ma-za) |